# Amphipsylla argoi
Amphipsylla argoi är en loppart som beskrevs av Ioff 1946. Amphipsylla argoi ingår i släktet Amphipsylla och familjen smågnagarloppor. Inga underarter finns listade i Catalogue of Life.